# Sebbe De Buck
Sebbe De Buck, né le 14 mars 1995 à Merksem en Belgique, est un snowboardeur belge.

## Palmarès
- 1 podium à la Coupe du monde de snowboard 2016-2017 (3e à Seiser Alm en slopestyle)